# Alexander Porter (wielrenner)
Alexander Porter (Adelaide, 13 mei 1996) is een Australisch wielrenner en baanwielrenner. Porter won de ploegenachtervolging op het wereldkampioenschappen baanwielrennen in 2016, 2017 en 2019.

## Belangrijkste resultaten

### Baan
| Jaar      | AK                                 | OK                             | WK                   | Olympische Spelen | Gemenebestspelen     | Overig                               |
| Als elite | Als elite                          | Als elite                      | Als elite            | Als elite         | Als elite            | Als elite                            |
| --------- | ---------------------------------- | ------------------------------ | -------------------- | ----------------- | -------------------- | ------------------------------------ |
| 2014      |                                    |                                |                      |                   |                      | WB Guadalajara: ploegenachtervolging |
| 2015      | ploegenachtervolging               |                                |                      |                   |                      | WB Cali: ploegenachtervolging        |
| 2016      | ploegenachtervolging · 1km tijdrit |                                | ploegenachtervolging |                   |                      | WB Hongkong: ploegenachtervolging    |
| 2017      | ploegenachtervolging · koppelkoers | ploegenachtervolging · scratch | ploegenachtervolging |                   |                      |                                      |
| 2018      | koppelkoers                        |                                |                      |                   | ploegenachtervolging | WB Berlijn: ploegenachtervolging     |
| 2019      |                                    | puntenkoers                    | ploegenachtervolging |                   |                      | WB Brisbane: ploegenachtervolging    |

### Jeugd
2014
- wereldkampioenschap baanwielrennen, junioren, ploegenachtervolging

2017
- Australische kampioenschappen op de weg, onder 23 jaar